# Bahnstrecke Germersheim–Landau
| |                                 |                                              |                                              |
| Streckennummer (DB): | 3450                            |                                              |                                              |
| Kursbuchstrecke (DB): | 280 (1949–1972) 681 (1972–1984) |                                              |                                              |
| Kursbuchstrecke: | 280 (1946)                      |                                              |                                              |
| Streckenlänge: | 20,934 km                       |                                              |                                              |
| Spurweite: | 1435 mm (Normalspur)            |                                              |                                              |
| |                                 |                                              |                                              |
| \| \| \| von Bruchsal \| \| \| \| \| von Wörth \| \| \| \| 3,571 \| Germersheim \| Germersheim \| \| \| \| Druslach \| \| \| \| \| nach Schifferstadt \| \| \| \| 7,700 \| Bundesstraße 9 \| Bundesstraße 9 \| \| \| 7,839 \| Westheim (Pfalz) \| Westheim (Pfalz) \| \| \| 11,727 \| Lustadt \| Lustadt \| \| \| 14,370 \| Zeiskam \| Zeiskam \| \| \| \| Hofgraben \| \| \| \| 17,335 \| Hochstadt (Pfalz) \| Hochstadt (Pfalz) \| \| \| 19,296 \| Dreihof \| Dreihof \| \| \| 21,444 \| Dammheim \| Dammheim \| \| \| \| nach Neustadt \| \| \| \| 21,905 \| Landau (Pfalz) Industriestammgleis (Awanst) \| Landau (Pfalz) Industriestammgleis (Awanst) \| \| \| 22,200 \| vom Gewerbegebiet Landau-Ost \| vom Gewerbegebiet Landau-Ost \| \| \| \| Bahnstrecke Neustadt–Wissembourg (seit 1897) \| \| \| \| \| von Neustadt (bis 1897) \| \| \| \| \| von Neustadt (seit 1897) \| \| \| \| \| Queich \| \| \| \| 24,505 \| Landau (Pfalz) Hbf \| Landau (Pfalz) Hbf \| \| \| \| nach Herxheim \| \| \| \| \| nach Wissembourg \| \| \| \| \| nach Rohrbach \| \| \| \| \| \| \| \| Quellen: [1] \| \| \| \| |                                 |                                              |                                              |
| Strecke |                                 | von Bruchsal                                 | von Bruchsal                                 |
| Abzweig geradeaus und von links |                                 | von Wörth                                    | von Wörth                                    |
| Bahnhof | 3,571                           | Germersheim                                  | Germersheim                                  |
| Brücke über Wasserlauf |                                 | Druslach                                     | Druslach                                     |
| Abzweig ehemals geradeaus und nach rechts |                                 | nach Schifferstadt                           | nach Schifferstadt                           |
| Brücke (Strecke außer Betrieb) | 7,700                           | Bundesstraße 9                               | Bundesstraße 9                               |
| Haltepunkt / Haltestelle (Strecke außer Betrieb) | 7,839                           | Westheim (Pfalz)                             | Westheim (Pfalz)                             |
| Bahnhof (Strecke außer Betrieb) | 11,727                          | Lustadt                                      | Lustadt                                      |
| Bahnhof (Strecke außer Betrieb) | 14,370                          | Zeiskam                                      | Zeiskam                                      |
| Brücke über Wasserlauf (Strecke außer Betrieb) |                                 | Hofgraben                                    | Hofgraben                                    |
| Bahnhof (Strecke außer Betrieb) | 17,335                          | Hochstadt (Pfalz)                            | Hochstadt (Pfalz)                            |
| Haltepunkt / Haltestelle (Strecke außer Betrieb) | 19,296                          | Dreihof                                      | Dreihof                                      |
| Haltepunkt / Haltestelle (Strecke außer Betrieb) | 21,444                          | Dammheim                                     | Dammheim                                     |
| Abzweig geradeaus und nach rechts (Strecke außer Betrieb) |                                 | nach Neustadt                                | nach Neustadt                                |
| Betriebsstelle Strecke bis hier außer Betrieb | 21,905                          | Landau (Pfalz) Industriestammgleis (Awanst)  | Landau (Pfalz) Industriestammgleis (Awanst)  |
| Abzweig geradeaus und ehemals von links | 22,200                          | vom Gewerbegebiet Landau-Ost                 | vom Gewerbegebiet Landau-Ost                 |
| Kreuzung geradeaus unten |                                 | Bahnstrecke Neustadt–Wissembourg (seit 1897) | Bahnstrecke Neustadt–Wissembourg (seit 1897) |
| Abzweig geradeaus und ehemals von rechts |                                 | von Neustadt (bis 1897)                      | von Neustadt (bis 1897)                      |
| Abzweig geradeaus und von links |                                 | von Neustadt (seit 1897)                     | von Neustadt (seit 1897)                     |
| Brücke über Wasserlauf |                                 | Queich                                       | Queich                                       |
| Bahnhof | 24,505                          | Landau (Pfalz) Hbf                           | Landau (Pfalz) Hbf                           |
| Abzweig geradeaus und ehemals nach links |                                 | nach Herxheim                                | nach Herxheim                                |
| Abzweig geradeaus und nach links |                                 | nach Wissembourg                             | nach Wissembourg                             |
| Strecke |                                 | nach Rohrbach                                | nach Rohrbach                                |
| |                                 |                                              |                                              |
| Quellen: |                                 |                                              |                                              |

Die Bahnstrecke Germersheim–Landau – gelegentlich auch als Untere Queichtalbahn bezeichnet – ist eine stillgelegte Eisenbahnstrecke von Germersheim nach Landau in der Pfalz in Rheinland-Pfalz, die unter anderem über Westheim, Lustadt und Zeiskam führte. Sie wurde 1872 eröffnet. In der Folgezeit war sie Teil einer bedeutenden Abfuhrstrecke für Kohle in West-Ost-Richtung. Zusätzlich war sie Teil einer überregionalen Fernverkehrsverbindung. Nach dem Zweiten Weltkrieg wurde sie schrittweise zur Nebenbahn degradiert und 1998 stillgelegt, nachdem der Personenverkehr 1984 und der Güterverkehr 1991 zum Erliegen gekommen waren. Seit 2006 erlebt die Bahnstrecke eine Renaissance als Touristenattraktion. Seither ist auf einem Streckenabschnitt ein Draisinenverkehr eingerichtet, der als Südpfalz-Draisinenbahn oder kurz Südpfalzdraisine bezeichnet wird.

## Geschichte

### Vorgeschichte
Nachdem 1855 die Bahnstrecke Neustadt–Wissembourg über Landau eröffnet worden war, wurde eine Zweigstrecke geplant, die primär dem Kohletransport aus dem Saarland ins benachbarte Baden dienen sollte. Die Stadt Germersheim verfocht in diesem Zusammenhang eine Bahnstrecke von Landau über ihr Gebiet bis nach Bruchsal. Diese Bestrebungen standen in Konkurrenz mit der geplanten Bahnstrecke Winden–Karlsruhe. Aus diesem Grund setzte Germersheim sämtliche Hebel in Bewegung, um das Zustandekommen letzterer zu verhindern und schickte eine Deputation zum Deutschen Bund nach Frankfurt. In einer Denkschrift argumentierte die Stadt- und Festungskommandantschaft ferner, dass bei einer Strecke von Winden nach Karlsruhe im Gegensatz zu einer Variante über das Gebiet der Festung keine militärische Sicherung bestehe und es strategisch wichtig sei, eine Verbindung mit anderen Festungen Koblenz, Landau, Mainz und Rastatt herzustellen. Die pfälzische Regierung erteilte den Germersheimer Bestrebungen jedoch eine Absage, so dass ab 1862 die Verbindung von Winden nach Karlsruhe realisiert wurde.
Als 1864 die Stichbahn Schifferstadt–Speyer bis nach Germersheim verlängert wurde, liefen Planungen, eine strategische Querverbindung zwischen den Festungen in Germersheim und Landau zu schaffen. Insgesamt vier Varianten wurden untersucht: Zwei sollten nördlich der Queich verlaufen und zwei südlich davon über Offenbach an der Queich und Bellheim. Vor allem der Landauer Stadtrat plädierte für eine Trasse über Bellheim, was in einer Komiteezuschrift an das Bürgermeisteramt Landau vom 4. Oktober 1869 zum Ausdruck kam.

### Planung, Bau und Eröffnung

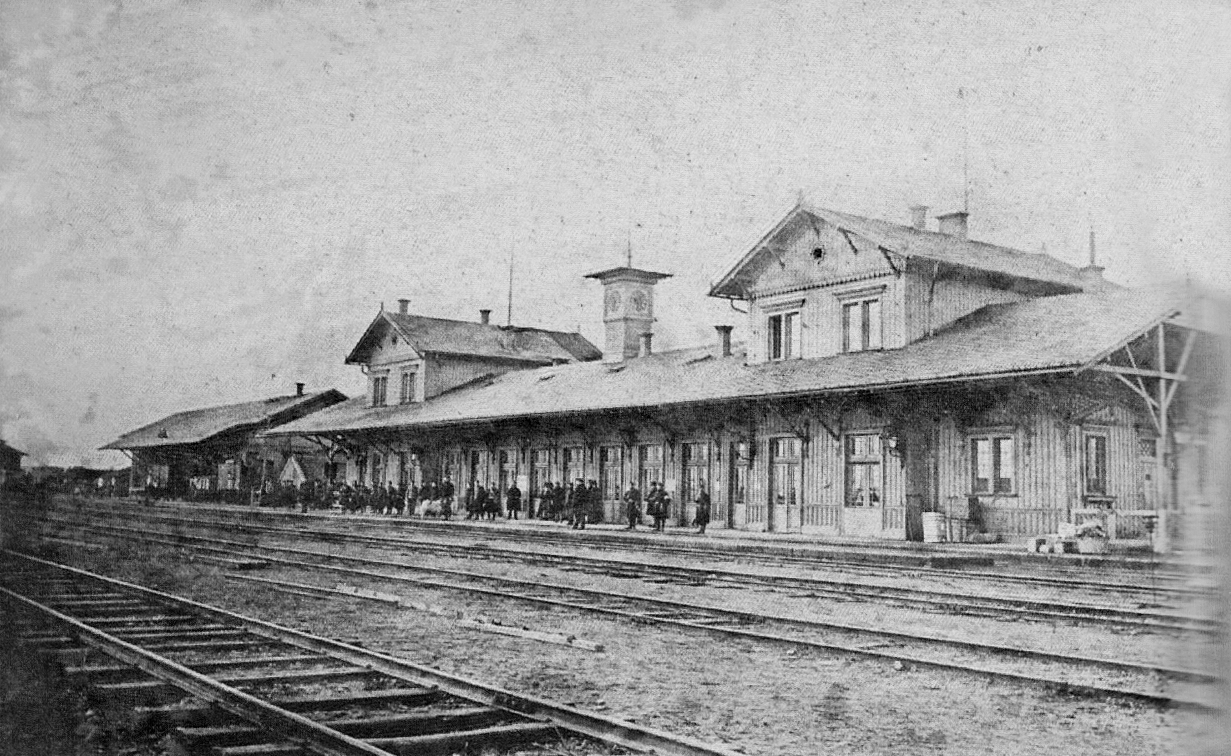
Bahnhof Landau im Jahr 1870

Bereits zum 1. Januar 1870 hatten sich die Pfälzische Ludwigsbahn-Gesellschaft, die Pfälzische Maximiliansbahn-Gesellschaft, die Gesellschaft der Pfälzischen Nordbahnen und die Neustadt-Dürkheimer Eisenbahn-Gesellschaft zu den Pfälzischen Eisenbahnen zusammengeschlossen. Mit Ausnahme letzterer behielten sie jedoch ihre Selbständigkeit bei. Zu den Bahnprojekten, zu deren Realisierung die Maximiliansbahn-Gesellschaft verpflichtet wurde, gehörte neben einer Bahnstrecke von Germersheim nach Wörth ebenso die Errichtung einer Strecke, die Germersheim mit Landau verbinden sollte.
Ein Regierungsreskript vom 20. Mai 1870 sah die letztendlich realisierte Variante über Westheim, Ober- und Niederlustadt und Zeiskam vor, obwohl die Verwaltung der Pfälzischen Maximiliansbahn-Gesellschaft, die als Betreiberin für die Strecke vorgesehen war, eine Linienführung über Knöringen nach Lingenfeld favorisiert hatte. Vor allem Bewohner aus Ober- und Niederlustadt sowie Zeiskam hatten jedoch erfolgreich wiederum gegen eine solche Linienführung gekämpft. Die Gemeinde Essingen veranlasste außerdem, dass die geplante Strecke lediglich den Südosten ihrer Gemarkung beim Dreihof tangiert, da sie befürchtete, dass durch die Dampflokomotiven entstehender Funkenflug ihre Häuser und landwirtschaftliche Flächen in Brand setzen könnte.
Am 17. April 1871 folgte schließlich die Konzession für den Bau der Bahnstrecke. Die Entwürfe wurden von zwei Büros ausgearbeitet, die sich unter der Leitung der Ingenieure Millet und Mühlhäusser befanden. Am 22. September desselben Jahres wurden diese Entwürfe zur Genehmigung eingereicht. Nochmal einen Monat später, am 28. Oktober 1871, wurde für sie schließlich grünes Licht gegeben.
Aufgrund des ebenen Geländes erwies sich der Bau der Strecke als relativ problemlos, da sie auf ihrer ganzen Länge von insgesamt 20,950 Kilometern meistens gerade oder in sehr großzügigen Kurven verlief. Die Baukosten bezifferten sich auf insgesamt 2,5 Millionen Gulden. Auch wenn die Ausführung der Strecke zunächst eingleisig war, wurde die Option eines zweiten Gleises während der Bauarbeiten von vornherein berücksichtigt. Die Strecke wurde schließlich am 16. Mai 1872 eröffnet. Eigens hierfür mussten die Bahnanlagen in den Bahnhöfen von Landau und Germersheim erheblich erweitert werden.

### Entwicklung bis zum Zweiten Weltkrieg
Nachdem die Bruhrainbahn Bruchsal–Rheinsheim 1877 bis nach Germersheim durchgebunden worden war und zwei Jahre später als Verlängerung der Würzbachbahn eine Verbindung von St. Ingbert nach Saarbrücken hergestellt worden war, wurde die Strecke in Kombination mit diesen sowie der Bahnstrecke Landau–Rohrbach Teilstück der überregionalen Magistrale Saarbrücken–Zweibrücken–Biebermühle–Landau–Germersheim–Bruchsal, die primär der Abfuhr der Saarkohle diente. Um die Kapazität zu erhöhen, wurde die Bahnlinie ab 1888 auf zwei Streckengleise ausgebaut. Auf Betreiben des Militärs wurde die Maximiliansbahn nördlich von Landau 1897 etwas nach Osten verlegt, um eine niveaufreie Kreuzung mit der Strecke nach Germersheim zu ermöglichen; seither unterquert letztere die Maximiliansbahn in diesem Bereich. Die alte Trasse blieb als Ausziehgleis bestehen. Zusammen mit weiteren, ebenfalls zweigleisig ausgebauten Strecken bildete die Strecke eine militärische Nachschublinie von Nürnberg über Ansbach, Crailsheim, Schwäbisch Hall, Heilbronn, Eppingen, Bretten, Bruchsal, Germersheim, Landau und Zweibrücken nach Saarbrücken und Saargemünd.
Um 1900 entstand zwischen Landau und Dreihof der neue Bahnhof Dammheim. Anfang des 20. Jahrhunderts richteten die Pfälzischen Eisenbahnen Streckenfernsprecher ein, die von Germersheim über Landau und Zweibrücken bis nach Saarbrücken reichten. Ab 1. Oktober 1909 waren die Bayerischen Staatseisenbahnen für den Betrieb der Strecke zuständig, nachdem die Maximiliansbahn-Gesellschaft und die anderen Bahngesellschaften der Pfalz in dieser aufgegangen waren. Zu diesem Zeitpunkt befand sich der größte Teil der Strecke unter der Verwaltung der Betriebs- und Bauinspektion Landau. Lediglich für die letzten knapp drei Kilometer kurz vor Germersheim war die Inspektion Ludwigshafen zuständig. Nach dem Beginn des Ersten Weltkriegs 1914 fuhren zwischen dem 9. und 16. August pro Tag 50 Militärzüge von Germersheim aus über die Strecke einschließlich ihrer Fortsetzung nach Zweibrücken, 30 von ihnen fuhren anschließend über die Bliestalbahn nach Saargemünd, die restlichen über Rohrbach bis nach Saarbrücken. Ab 1917 existierten Pläne, in Germersheim ähnlich wie in Landau eine niveaufreie Kreuzung mit der Bahnstrecke Schifferstadt–Wörth zu schaffen. Da dafür dort jedoch das gesamte Eisenbahngelände hätte verlegt werden müssen, scheiterte dies an den zu erwartenden hohen Kosten.
Zum 1. April 1920 wurde die Strecke in das Eigentum der Deutschen Reichsbahn überführt. 1922 erfolgte die Eingliederung in die neu gegründete Reichsbahndirektion Ludwigshafen. Im Zuge der Auflösung letzterer zum 1. April 1937 kam sie zur Reichsbahndirektion Mainz. Die Strecke gehörte zu diesem Zeitpunkt zum Betriebsamt (RBA) Landau. Im Zweiten Weltkrieg entstand 1940/41 unmittelbar westlich von Dammheim eine Verbindungskurve zur Strecke nach Neustadt. Vor allem der Bahnhof Dreihof war in der Endphase des Zweiten Weltkrieges mehrfach Schauplatz von Kampfhandlungen. So wurde am 22. November 1944 ein Personenzug von Jagdbombern beschossen, wobei vier Personen starben. Nur zwei Wochen später wurde dort ein Güterzug von Jagdbombern angegriffen, wobei eine Bombe das Bahngleis traf. Im Januar 1945 wurde am Dreihof per Bahn Benzin für die Wehrmacht verladen. Aus diesem Grund wurde er am 26. Januar heftig bombardiert, und dabei vollständig zerstört. Nachdem die größeren Schäden beseitigt worden waren, wurde er am 1. und 2. März 1945 erneut Ziel von Bombenangriffen. Im März 1945 wurde die Rheinbrücke bei Germersheim gesprengt, was sich in einem nicht unerheblichen Maße auf die künftige Bedeutung der Bahnstrecke Germersheim–Landau auswirken sollte.

### Nachkriegszeit und Stilllegung (1945–2006)

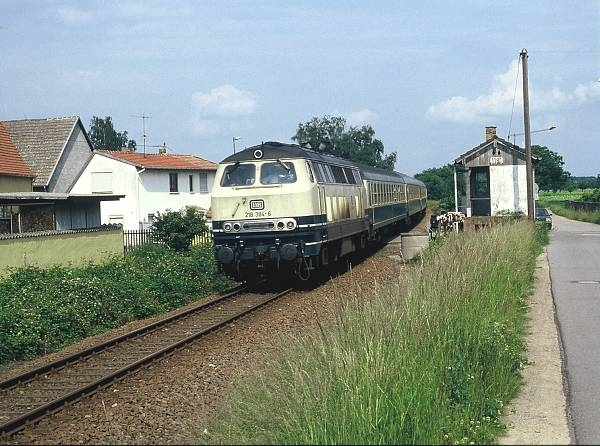
Umgeleiteter Schnellzug 1987 bei der Durchfahrt durch Westheim

Nach dem Zweiten Weltkrieg unterstand die Bahnstrecke der Betriebsvereinigung der Südwestdeutschen Eisenbahnen (SWDE), die 1949 in die neu gegründete Deutsche Bundesbahn (DB) überging. Letztere gliederte die Bahnlinie in die Bundesbahndirektion Mainz ein, der sie alle Bahnlinien innerhalb des neu geschaffenen Bundeslandes Rheinland-Pfalz zuteilte. In den Folgejahren verlor die Bahnstrecke im überregionalen Verkehr an Bedeutung; so wurde beispielsweise Ende 1946 das zweite Gleis aufgrund von Reparationskosten, die Deutschland an die Siegermächte zahlen musste, abgebaut. Hinzu kam die Tatsache, dass die 1945 gesprengte Rheinbrücke bei Germersheim erst 1967 wieder hergestellt war. Dadurch wurde sie de facto zur Nebenbahn degradiert. Ebenfalls 1967 wurde damit begonnen, die Telegrafen-Freileitung durch Fernmeldekabel zu ersetzen. Vom Bund erhielt die DB finanzielle Zuwendungen, die im Rahmen des Kalten Kriegs auf den Erhalt der Strecke aus strategischen Gründen abzielten. Am 1. Juni 1971 gelangte die Strecke im Zuge der schrittweisen Auflösung der Bundesbahndirektion Mainz in den Zuständigkeitsbereich ihres Karlsruher Pendants.
Die Strecke wurde am 1. Juni 1984 im Personenverkehr stillgelegt; bereits vorher waren die Unterwegshalte Dammheim, Dreihof und Hochstadt wegen ihrer teilweise ortsfernen Lage und der entsprechend schwachen Nachfrage aufgegeben worden. 1987 wurde für den Bau der Bundesautobahn 65 die im Zweiten Weltkrieg errichtete Verbindungskurve zur Strecke nach Neustadt samt ihrem Bahndamm abgetragen. In der Folgezeit wurden die Bahnhofsgebäude verkauft sowie alle Bahnübergänge zurückgebaut. Da die Rheinbrücke zwischen Karlsruhe und Wörth am 9. Juni 1987 durch ein Schiffsunglück schwer beschädigt wurde, mussten die damals verkehrenden Schnellzüge der Relation Saarbrücken–Zweibrücken–Landau–Wörth–Karlsruhe für vier Wochen über die Bahnstrecke Germersheim–Landau umgeleitet werden. Der Güterverkehr wurde am 31. Dezember 1991 ebenfalls eingestellt.
Im Zuge der Bahnreform ging die Strecke zum 1. Januar 1994 in das Eigentum der Deutschen Bahn über. In den Folgejahren verkehrten gelegentlich noch einige Ausflugs- und Präsentationszüge über die Strecke. Die Stilllegung erfolgte am 27. September 1998. Mitte der 1990er Jahre gab es vereinzelt Pläne, die Strecke im Personenverkehr zu reaktivieren. Diese blieben angesichts der zu erwartenden Umbaukosten jedoch erfolglos. Zwischenzeitlich war ein Gutachten zur Reaktivierung der Strecke im Personenverkehr in Auftrag gegeben worden, das jedoch negativ ausgefallen war, was vor allem an ihrer ortsfernen Lage im Westen begründet war. Da sie jedoch durch einen Trassensicherungsvertrag geschützt ist, wurde ein möglicher Streckenabbau verhindert.

### Draisinenverkehr (seit 2006)
| \| \| 12,9 \| Lingenfeld-Ort \| Lingenfeld-Ort \| \| \| 12,6 \| Lingenfeld-Wiese \| Lingenfeld-Wiese \| \| \| 12,0 \| Westheim „City“ \| Westheim „City“ \| \| \| 10,0 \| Westheim „Endspurt“ \| Westheim „Endspurt“ \| \| \| 8,4 \| Lustadt \| Lustadt \| \| \| 7,5 \| Lustadt West \| Lustadt West \| \| \| 5,7 \| Zeiskam \| Zeiskam \| \| \| 3,9 \| Hochstadt-Wald \| Hochstadt-Wald \| \| \| 2,7 \| Hochstadt \| Hochstadt \| \| \| 0,9 \| Dreihof \| Dreihof \| \| \| 0,0 \| Bornheim \| Bornheim \| |      |                     |                     |
| Haltepunkt / Haltestelle Streckenanfang (Strecke außer Betrieb) | 12,9 | Lingenfeld-Ort      | Lingenfeld-Ort      |
| Haltepunkt / Haltestelle (Strecke außer Betrieb) | 12,6 | Lingenfeld-Wiese    | Lingenfeld-Wiese    |
| Haltepunkt / Haltestelle Strecke bis hier außer Betrieb | 12,0 | Westheim „City“     | Westheim „City“     |
| Haltepunkt / Haltestelle | 10,0 | Westheim „Endspurt“ | Westheim „Endspurt“ |
| Haltepunkt / Haltestelle | 8,4  | Lustadt             | Lustadt             |
| ehemaliger Haltepunkt / Haltestelle | 7,5  | Lustadt West        | Lustadt West        |
| Haltepunkt / Haltestelle | 5,7  | Zeiskam             | Zeiskam             |
| Haltepunkt / Haltestelle | 3,9  | Hochstadt-Wald      | Hochstadt-Wald      |
| Haltepunkt / Haltestelle | 2,7  | Hochstadt           | Hochstadt           |
| Haltepunkt / Haltestelle | 0,9  | Dreihof             | Dreihof             |
| Haltepunkt / Haltestelle Streckenende | 0,0  | Bornheim            | Bornheim            |

Von Seiten des Unternehmers Dieter Hofherr aus Neustadt an der Weinstraße gab es Bestrebungen, einen Draisinenbetrieb auf der stillgelegten Bahnlinie aufzunehmen. Der damalige Eigentümer, die DB Services Immobilien GmbH, verpachtete ihm im Jahr 2005 die Strecke für fünf Jahre. Die inzwischen zugewachsene Strecke musste freigeschnitten werden und in Hochstadt die zwischenzeitlich ausgebauten Gleise am Bahnübergang wieder eingebaut werden. Am 31. März 2006 lag die Betriebsgenehmigung für das Vorhaben vor. Am 29. April 2006 startete auf dem 13 km langen Streckenabschnitt von Bornheim bis Lingenfeld, nach dem Vorbild der Glantalbahn, ein Draisinenverkehr unter dem Namen Südpfalzdraisine. Hierbei gilt die Strecke weiterhin als stillgelegt und Anschlussbahn besonderer Art. Die Draisinen werden von der Südpfalz-Draisinenbahn betrieben, die im Frühjahr 2011 von einem anderen Pächter übernommen wurde.
Die Lage des östlichen Endpunktes der Strecke in Lingenfeld war von Streitigkeiten mit Anwohnern begleitet. Zuerst sollte die Endstation in der Ortsmitte von Lingenfeld liegen, doch wurde sie aufgrund der Proteste zunächst am westlichen Ortsrand von Lingenfeld eingerichtet. Da dieser Endpunkt aufgrund seiner peripheren Lage häufig Vandalismus ausgesetzt war, wurde 2007 300 Meter weiter östlich im Ort ein neuer Endpunkt mit dem Namen Lingenfeld-Ort errichtet und die Station am Ortsrand in Lingenfeld-Wiese umbenannt. Auch der Waggon, in dem ein Bistrocafé untergebracht ist, wurde an die neue Endhaltestelle verlegt, wogegen es ebenfalls Beschwerden gab. Der Halt am Ortsrand wurde 2011 wegen Sachbeschädigungen ganz abgebaut. Ebenfalls gestrichen wurde Lustadt-West. Zur Saison 2015 wurde der Endpunkt nach Westheim verlegt und somit auch die Haltestelle Lingenfeld-Ort aufgegeben. Gleichzeitig wurden zwei neue Stationen Hochstadt-Wald und Westheim „Endspurt“ errichtet.
Das Projekt Draisinenbahn erwies sich als Erfolg. Die Nutzerzahlen steigerten sich von 15.000 im Jahre 2006 auf über 18.000 im Jahre 2010. Im September 2011 wurde der 100.000ste Draisinengast begrüßt. Der Vertrag mit der DB Services Immobilien GmbH wurde mehrfach verlängert.

## Betrieb

### Personenverkehr
Zum Zeitpunkt ihrer Eröffnung diente die Strecke zunächst ausschließlich dem Nahverkehr, jedoch war von vornherein vorgesehen, sie für den Fernverkehr zu nutzen. Nach Eröffnung der Strecke St. Ingbert–Saarbrücken 1879 fuhren zwischen Germersheim und Landau Fernverkehrszüge der Relation München–Oostende. Im Fahrplan von 1897 waren teilweise durchgehende Fahrten zwischen Germersheim und Zweibrücken verzeichnet, eine Fahrt zwischen Germersheim und Landau dauerte damals rund eine Stunde. Im selben Jahr existierten Kurswagenverbindungen nach Metz und München, die über die Bliestalbahn führten. Bis zum Ersten Weltkrieg erhöhte sich die Anzahl der Fernzüge, die den Weg über diese Strecke nahmen, noch deutlich. Mit Inbetriebnahme der festen Rheinbrücke zwischen dem pfälzischen Maximiliansau und dem badischen Maxau entlang der Bahnstrecke Winden–Karlsruhe 1938 änderte sich jedoch der Fahrtweg der meisten Fernzüge der Relation Saarbrücken–München: Sie fuhren anstatt über Germersheim nach einem Fahrtrichtungswechsel in Landau fortan bis Winden über die Maximiliansbahn und anschließend über Wörth und Karlsruhe weiter bis nach München. Im überregionalen Verkehr nahmen fortan ausschließlich Eilzüge ihren Weg über die Bahnstrecke Germersheim–Landau. 1944 fuhren die Züge in der Relation Bruchsal–Landau.

Fahrplan aus dem Jahr 1953

1948 folgte die Einrichtung einer Schnellzugverbindung der Relation Mainz–Worms–Ludwigshafen–Speyer–Germersheim–Landau–Wissembourg. Einige Jahre später wurde sie zum Eiltriebwagen degradiert. Mit seiner Einstellung kam der umfangreiche Fernverkehr, der einst über die Strecke führte, endgültig zum Erliegen. In den 1950er Jahren war die Bahn zusammen mit der sich anschließenden Strecke nach Zweibrücken unter der Kursbuchnummer 280 verzeichnet. Dennoch musste in der Regel in Landau umgestiegen werden. Die durchgehenden Züge von Germersheim nach Zweibrücken hatten außerdem einen längeren Aufenthalt im Landauer Hauptbahnhof. Eine Fahrt zwischen Germersheim und Landau dauerte zu diesem Zeitpunkt etwas mehr als eine halbe Stunde. Ende der 1960er Jahre wurde der Sonntagsverkehr eingestellt, wenig später die Züge, die noch am Samstag verkehrten. Zum Fahrplanwechsel 1980/81 wurde das Werktagsangebot von insgesamt zwölf Zugpaaren auf sechs halbiert. Zuletzt beschränkte sich die Bedeutung der Personenbeförderung im Wesentlichen auf den Schülerverkehr.

### Güterverkehr
Im Güterverkehr spielte bis zum Zweiten Weltkrieg vor allem der Kohlentransport eine wichtige Rolle. Zusätzlich besaßen die Beförderung von Erzeugnissen aus der Landwirtschaft, Düngemitteln sowie dem Militär dienende Leistungen eine große Bedeutung. Anfang des 20. Jahrhunderts verkehrten über die Strecke Güterzüge der Relationen Landau–Bruchsal, Landau–Germersheim, Kaiserslautern–Homburg–Landau–Germersheim und Saarbrücken–Landau–Germersheim. Im Zuge des Baus des Westwalls nahmen die Zahl der Güterzüge für den Militärtransport deutlich zu. Darüber hinaus wurden während dieser Zeit entlang der Strecke Munitionstransporte getätigt, die von Eisenbahnwaggons auf Fuhrwerke verladen wurden. Unter anderem aufgrund der Tatsache, dass die Rheinbrücke bei Germersheim im Jahr 1945 gesprengt wurde, verlor er massiv an Bedeutung. Auch der eingleisige Rückbau sowie die Konzentration auf die Verkehrsströme Mannheim–Saarbrücken und Karlsruhe–Mannheim taten dabei ihr Übriges. Dennoch hatte der Güterverkehr stets eine größere Bedeutung als der Personenverkehr, weshalb er diesen um sieben Jahre überlebt hatte. Bis in die 1980er Jahre verkehrten Durchgangsgüterzüge von Germersheim zum Landauer Rangierbahnhof.
Ab 1980 entstand westlich von Dammheim ein Anschlussgleis für das östliche Industriegebiet in Landau ein Anschlussgleis, auf dem bis 2013 regelmäßig Güterverkehr stattfand. Zum 7. Juni 2001 wurde der Abschnitt von Landau bis Kilometer 21,905, dem ausschließlich von der wwk druck GmbH genutzten Anschluss der Stadtholding Landau in der Pfalz GmbH, in ein Nebengleis umgewandelt. 2017 wurde das Anschlussgleis bis auf die Anschlussweiche entfernt und der Prellbock auf der Strecke direkt davor versetzt. Bereits ab den 1980er Jahren dominierten Übergabezüge das Betriebsgeschehen. Diese verkehrten montags bis freitags einmal täglich. Die Bahnhöfe Dreihof und Hochstadt (Pfalz) wurden von Landau aus bedient, Zeiskam, Lustadt und Westheim von Germersheim aus. Der restliche verbliebene Güterverkehr auf der Strecke verlor zum einen durch die Aufgabe des Rangierbahnhofs Landau und zum anderen im Zuge der bundesweiten Einstellung des Zuckerrübentransportes auf DB-Schienen an Bedeutung, so dass er am 31. Dezember 1991 ebenfalls eingestellt wurde. Der Rückbau der Bahnübergänge hatte zur Folge, dass die noch verkehrenden Güterzüge an jeder Wegekreuzung anhalten mussten und das Personal den Übergang sichern musste. Anschließend wurden die teilweise noch vorhandenen Güter- und Abstellgleise in den jeweiligen Bahnhöfen abgebaut. Langfristig besteht außerdem die Option, die in Bornheim ansässige Firma Hornbach mittels eines Anschlussgleises im Güterverkehr zu versorgen.

### Draisinenverkehr

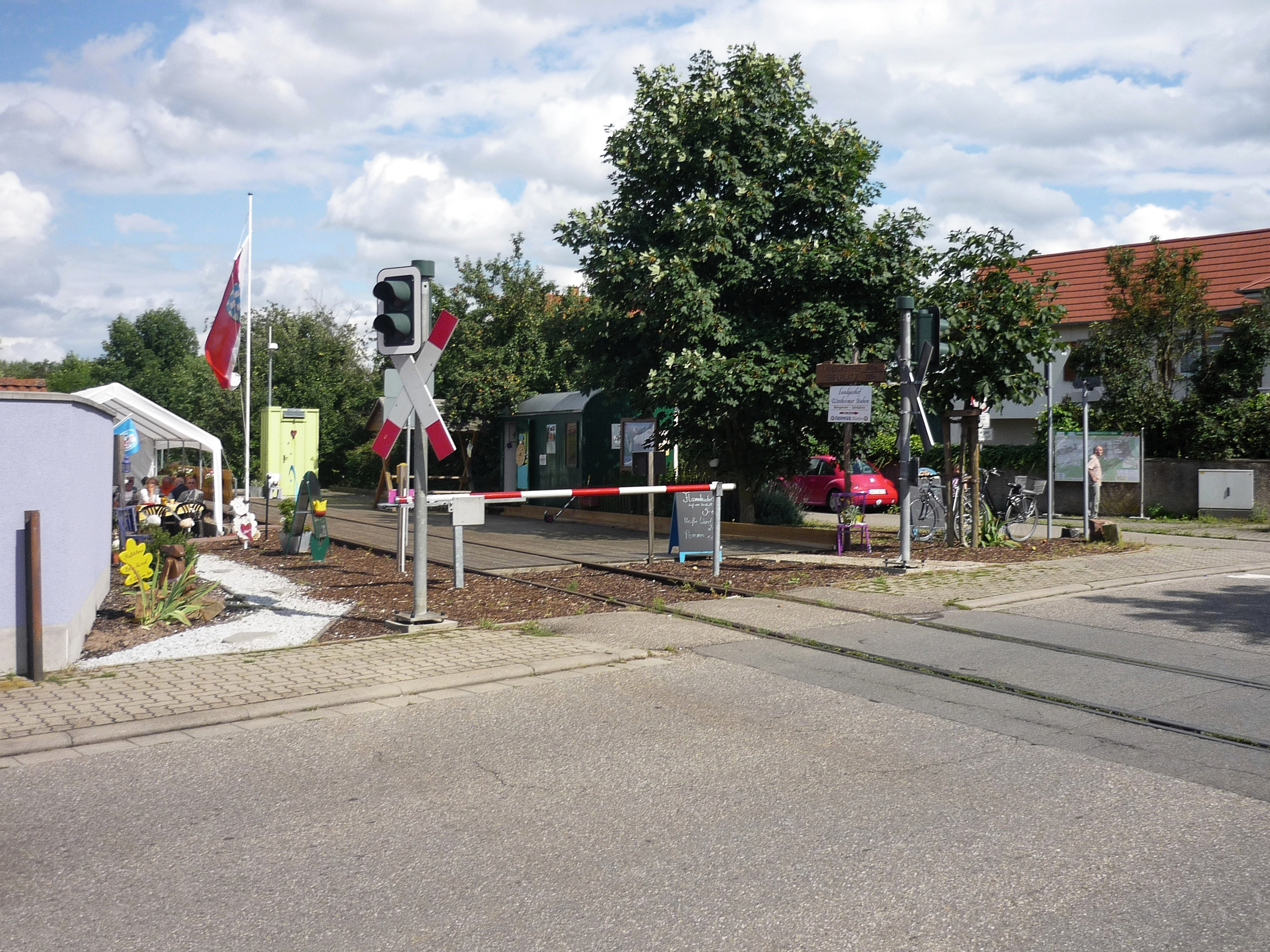
Westheim, Endpunkt der Draisinenstrecke

Der Draisinen-Betrieb, der im Jahr von April bis Oktober angeboten wird, findet täglich von 10:00 bis 17:30 Uhr statt. Zwischen 10:00 und 13:30 Uhr können die Draisinen Richtung Germersheim genutzt werden, nach einer halben Stunde Betriebspause geht es ab 14 Uhr zurück in Richtung Landau, so dass spätestens um 17:30 Uhr wieder der Startpunkt Bornheim erreicht wird. Die Stationen an dieser eingleisigen Strecke sind durchweg mit Holzplattformen, Picknicktischen und Streckeninfotafeln ausgestattet. Bei den Fahrzeugen des Halsenbacher Spielgeräte-Herstellers Playteam sind „Familiendraisinen“ mit Platz für bis zu fünf Personen und „Vereinsdraisinen“ im Einsatz. Letztere bieten Platz für maximal sieben Personen.
Der Startpunkt am westlichen Ende befindet sich auf Höhe des Gewerbegebietes von Bornheim zwischen den früheren Haltepunkten Dammheim und Dreihof, das östliche Ende ist seit 2015 in der Ortsmitte von Westheim. Letzteres befand sich zuvor in Lingenfeld. In Dreihof, Hochstadt, Zeiskam und Lustadt befinden sich Draisinenstationen an den früheren Bahnhaltepunkten.

## Fahrzeugeinsatz
Im Güterverkehr kamen Anfang des 20. Jahrhunderts Dampflokomotiven der Baureihen G 2.I, G 2.II, G 3, G 4.I, G 4.II und G 5 zum Einsatz; für Personenzüge waren die P 2.I und die die P 2.II zuständig. Ab 1902 verkehrten bis in die 1920er Jahre auf der Strecke Akkumulator-Triebwagen der Marken Pfälzischer MC und Pfälzischer MBCC. Teilweise fuhren ebenso Lokomotiven der Preußischen sowie der Großherzoglich Badischen Staatseisenbahnen über die Strecke. Zu diesen gehörten unter anderem die Preußische S 10 und die Badische VI b. Zur Reichsbahnzeit versahen eine Preußische G 8 – bei den Reichsbahnen als Baureihe 55 geführt – sowie die Baureihe 44 den Dienst in der Güterbeförderung. Im Sommer 1947 fuhr erstere zwischen Germersheim und Landau zudem gemischte Züge.
Nach dem Zweiten Weltkrieg bestritt eine im Bahnhof Germersheim beheimatete Diesellok der Baureihe 236 einen Teil der Leistungen im Güterverkehr. Die nach dem Krieg verkehrenden Schnellzüge der Relation Mainz–Wissembourg wurden von Loks der Preußischen P 8 gezogen. Sehr selten waren im Personenverkehr Leistungen des ETA 150 sowie der Wittfeld-Akkumulatortriebwagen. Während der 1950er Jahre fuhren außerdem Triebwagen der Baureihe VT 32.0. In den letzten Jahrzehnten des Personenverkehrs dominierten vorrangig Uerdinger Schienenbusse aus Landau das Betriebsgeschehen. Vereinzelt kamen ebenso mit Diesellokomotiven der Baureihe V 100 bespannte Züge mit vierachsigen grünen Personenwagen zum Einsatz, die bereits seit den 1970er Jahren den größten Teil des Güterverkehrs übernommen hatten.

## Streckenverlauf

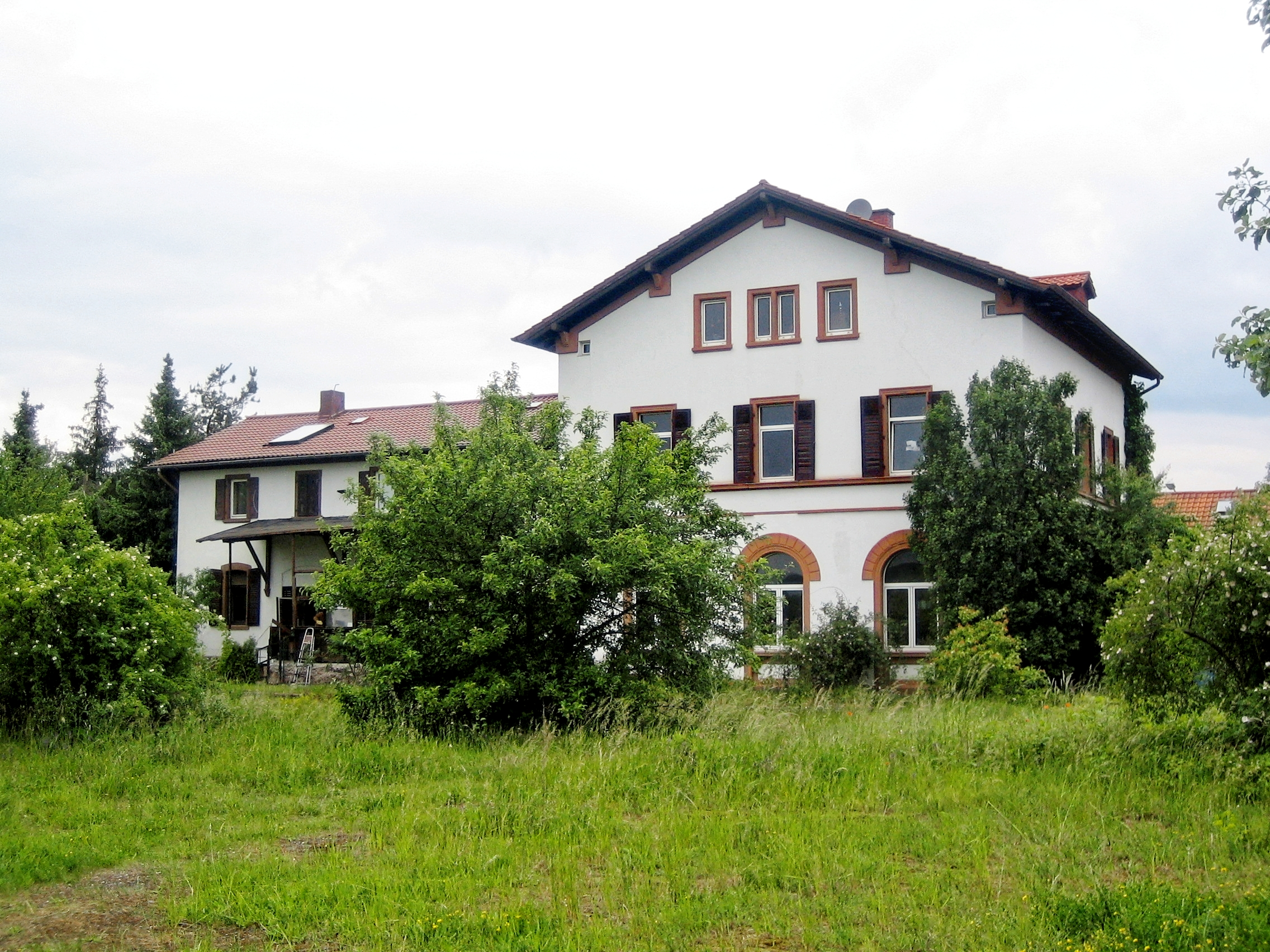
Früherer Bahnhof Westheim

Da die Strecke durchweg innerhalb der flachen Oberrhein-Ebene verläuft, ist sie fast geradlinig. Nach Verlassen des Bahnhofs Germersheim folgt das Gleis der Strecke für ungefähr anderthalb Kilometer der Bahnstrecke Schifferstadt–Wörth. Kurze Zeit nach Verlassen des Germersheimer Bahnhofs werden beide Strecken von der Bundesstraße 35 überbrückt; rund ein Kilometer weiter nördlich überbrücken sie die Druslach, die kurze später in den Lingenfelder Altrhein mündet. Kurz vor dem Bahnhof Lingenfeld biegt sie Strecke nach Landau nach links ab, um durch die Ortsmitte von Lingenfeld zu führen. Dort befand sich mit Lingenfeld-Ort zeitweise der östliche Endpunkt der Draisinenstrecke. Zwischen Lingenfeld und Westheim wird die Bahnstrecke von der Bundesstraße 9 unterquert, wo sich zugleich ihr einziges größeres Brückenbauwerk befindet.
Anschließend werden die Ortsgemeinden Westheim, Lustadt und Zeiskam passiert. Westlich von letzterer überquert die Strecke den Hofgraben, ehe sie in einen Ausläufer des Bellheimer Waldes eintritt, den Landkreis Germersheim verlässt und sich fortan innerhalb des Landkreises Südliche Weinstraße befindet. Mitten im Wald befindet sich der frühere Bahnhof Hochstadt. Danach führt sie am Weiler Dreihof vorbei, wo sie den Wald wieder verlässt. Etwa einen Kilometer weiter erreicht sie das Gewerbegebiet von Bornheim. Heute befindet sich hier der Startpunkt der Draisinenstrecke mit dem Draisinenverleih.

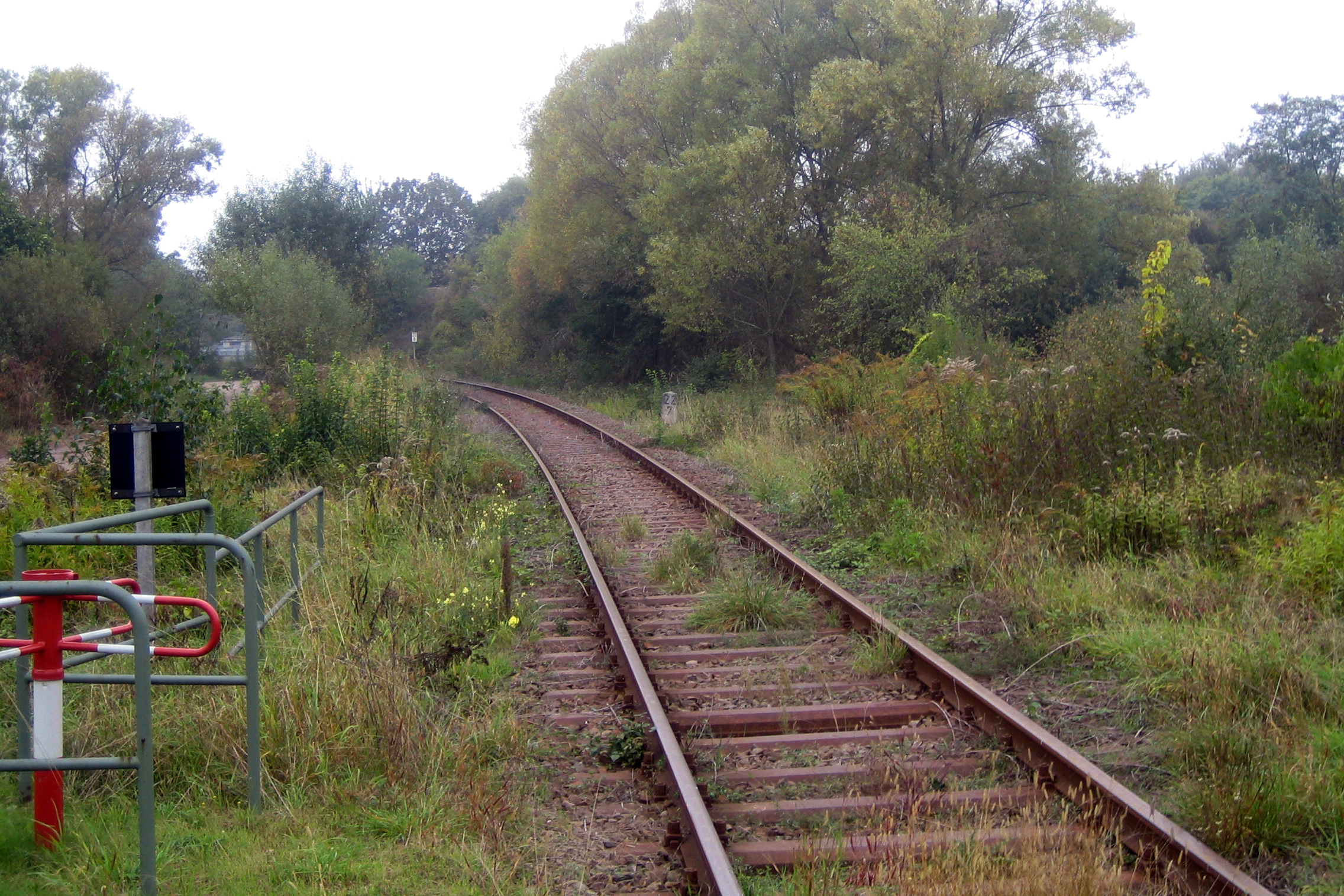
Strecke kurz vor Landau

Noch einmal anderthalb Kilometer weiter westlich erreicht die Strecke den Ortsrand von Dammheim und somit das Gebiet der kreisfreien Stadt Landau in der Pfalz. Bevor sie die Bundesautobahn 65 unterquert, vereinigt sich der stillgelegte Streckenteil mit dem bis 2013 benutzten Anschlussgleis des östlichen Landauer Industriegebietes. Deswegen war dieses Gleis über die Stilllegung hinaus von dieser Einmündung bis zum Hauptbahnhof Landau weiter in Betrieb. Nach der Autobahn unterquert die Strecke niveaufrei die Maximiliansbahn, um danach in diese einzufädeln und zusammen mit ihr die Queich zu überqueren sowie den Hauptbahnhof von Landau zu erreichen.

## Kilometrierung
Ursprünglich verlief die Kilometrierung der Strecke von Landau nach Germersheim. Unter der Deutschen Reichsbahn fand eine neue Kilometrierung statt, die bis heute besteht. Deren Nullpunkt befindet sich etwa 1,5 Kilometer östlich der Rheinbrücke der Bruhrainbahn zwischen Rheinsheim und Germersheim an der Landesgrenze zwischen Baden-Württemberg und Rheinland-Pfalz. Anschließend setzt sie sich über Germersheim und Landau sowie anschließend über Annweiler, Pirmasens Nord und Zweibrücken bis nach Rohrbach fort.

## Betriebsstellen

### Germersheim

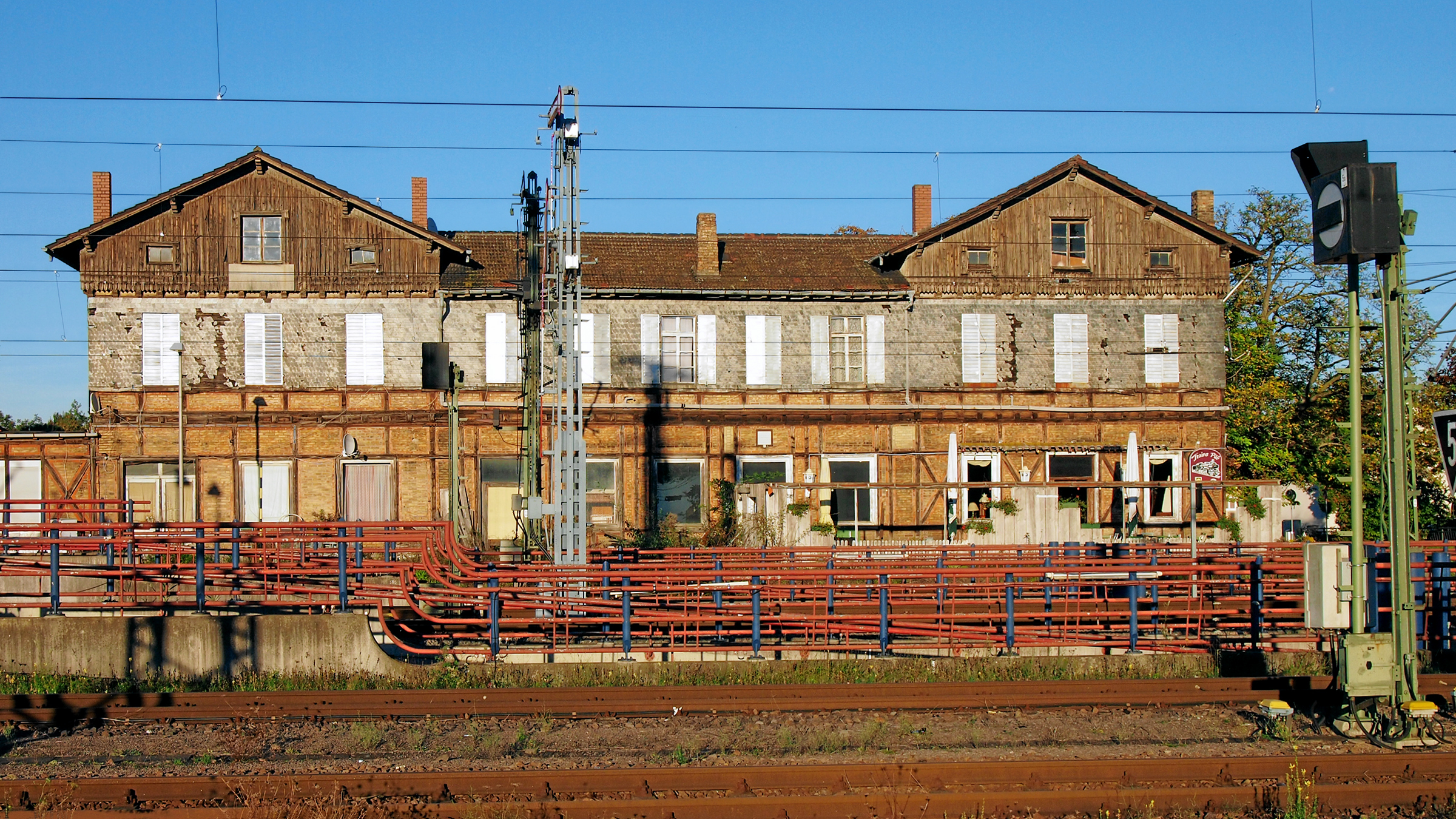
Ehemaliges Empfangsgebäude des Bahnhofs Germersheim

Der Bahnhof Germersheim liegt am nördlichen Stadtrand von Germersheim. Seine Gleisanlagen befinden sich bereits teilweise auf der Gemarkung von Lingenfeld. Das ursprüngliche, östlich der Bahngleise liegende Empfangsgebäude steht zudem unter Denkmalschutz. 1864 war er zunächst Endbahnhof, mit Eröffnung der Bahnstrecke Germersheim–Landau wurde er zum Kopfbahnhof. Dieser Zustand änderte sich erst mit Durchbindung nach Wörth in Richtung Süden im Jahr 1876. Ein Jahr später wurde die Bruhrainbahn Bruchsal–Rheinsheim bis nach Germersheim durchgebunden. Dadurch war er zunächst in Ost-West-Richtung ein wichtiger Knotenbahnhof im Fernverkehr, ab 1906 auch in Nord-Süd-Richtung. Als Elsaß-Lothringen nach dem Ersten Weltkrieg an Frankreich zurückfiel, verlor er für den Nord-Süd-Verkehr an Bedeutung. Seit 2006 ist er in das Netz der S-Bahn RheinNeckar eingebunden. In diesem Zusammenhang wurden seine Bahnsteige behindertengerecht ausgebaut.

### Westheim (Pfalz)
Der Bahnhof Westheim (Pfalz) befand sich am östlichen Ortsrand von Westheim und erhielt ein größeres Empfangsgebäude, das heute als Wohnhaus genutzt wird. Er besaß zwei Stellwerke, „We“  und „Wo“. Am 2. November 1966 wurde der Bahnhof in einen Haltepunkt und betrieblich in eine Blockstelle umgewandelt. Das Stellwerk „We“  wurde aufgegeben, das Stellwerk „Wo“ bediente den Block.

### Lustadt

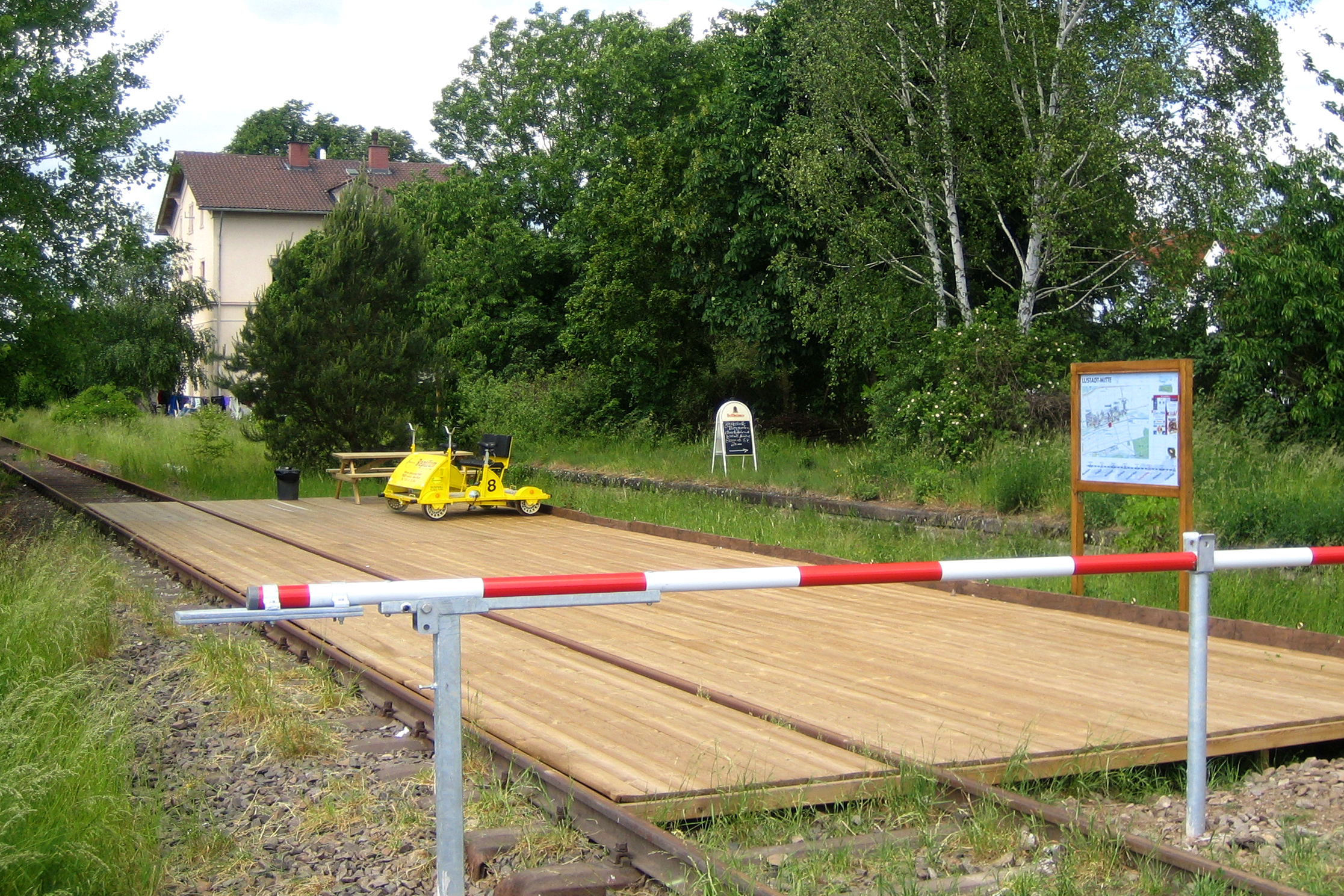
Ehemaliger Bahnhof Lustadt mit Draisinenstation

Der Bahnhof Lustadt weist die Besonderheit auf, dass die gleichnamige Ortsgemeinde erst 1969 im Zuge der rheinland-pfälzischen Verwaltungsreform durch Zusammenlegung von Nieder- und Oberlustadt gebildet worden waren. Das Empfangsgebäude dient einem landwirtschaftlichen Betrieb und steht inzwischen unter Denkmalschutz.

### Zeiskam
Der Bahnhof Zeiskam befand sich am nordwestlichen Ortsrand von Zeiskam. Gegen Anfang des 20. Jahrhunderts war in ihm eine Bahnmeisterei untergebracht, die entlang der Strecke jeweils bis kurz vor Germersheim und Landau zuständig war. Als das zweite Gleis nach dem Zweiten Weltkrieg demontiert worden war, waren im Bahnhof keine Zugkreuzungen mehr möglich. Gleichzeitig entstanden ein zusätzlicher Bahnsteig jenseits der kreuzenden Straße, der den Zügen nach Landau diente, während diejenigen nach Germersheim unmittelbar am Empfangsgebäude hielten. Ein zweites Gleis muss später im Bereich des Bahnhofs wieder eingebaut worden sein, denn 1969 wurde der Bahnhof erneut in einen (besetzten) Haltepunkt umgewandelt.
Der Haupttrakt des früheren Empfangsgebäudes dient heute als Gaststätte, der Seitenflügel als Wohnhaus.

### Hochstadt (Pfalz)

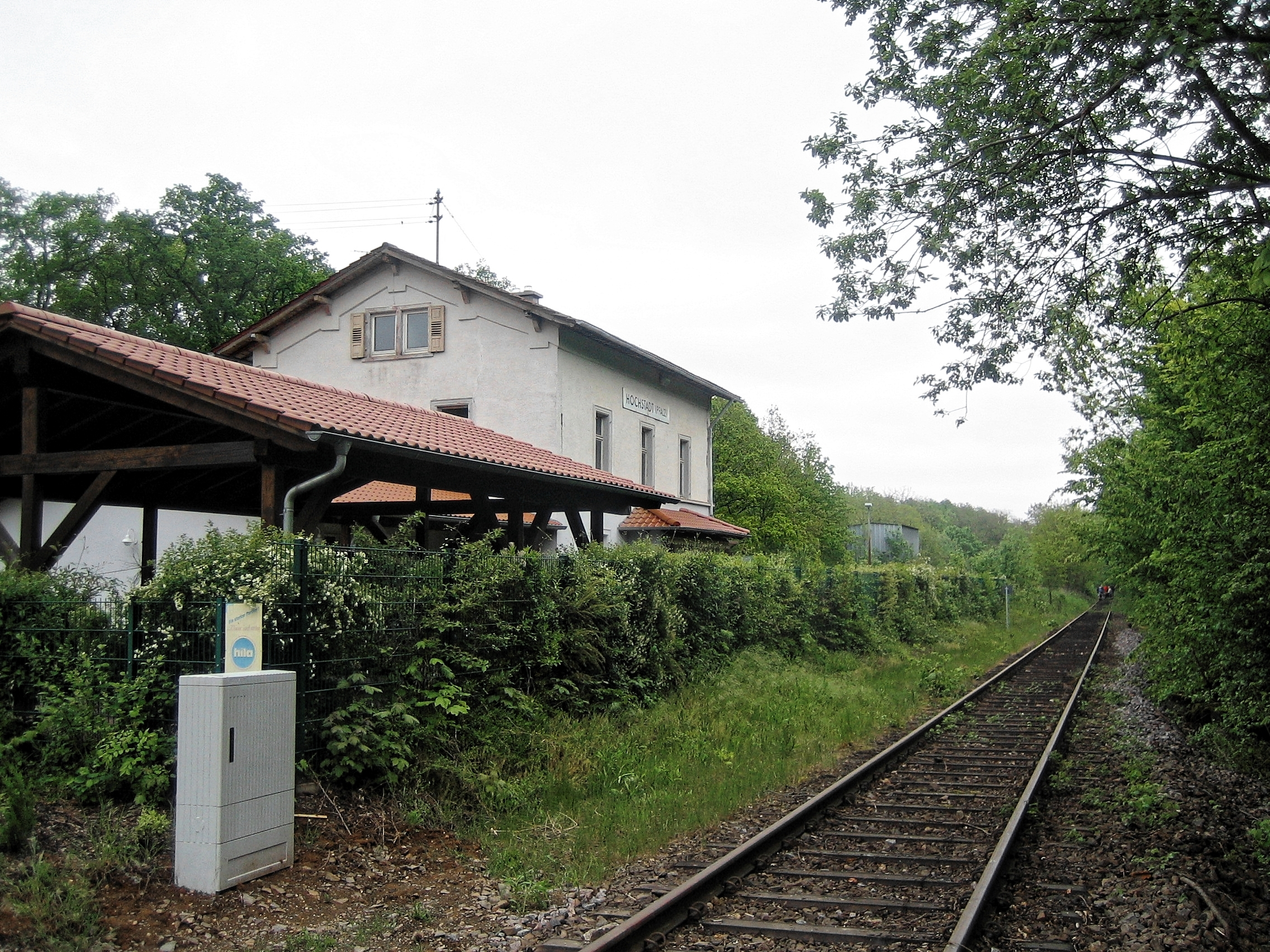
Bahnhof Hochstadt (Pfalz)

Der Bahnhof Hochstadt (Pfalz) befand sich im südlichen Teil der Gemarkung des Ortsteils Oberhochstadt weitab vom Siedlungsgebiet der Ortsgemeinde Hochstadt (Pfalz) im Bellheimer Wald. Im Laufe der Zeit entstand in seinem Einzugsgebiet ein Wohnplatz. Er trug von Anfang an die Namen Hochstadt, obwohl die gleichnamige Ortsgemeinde erst 1969 im Zuge der rheinland-pfälzischen Verwaltungsreform Zusammenlegung von Nieder- und Oberhochstadt gebildet worden war. Bereits vor der Einstellung des Personenverkehrs auf der Strecke im Jahr 1984 hatten die betreffenden Züge im Hochstadter Bahnhof keinen Halt mehr eingelegt. Als Güterbahnhof blieb er jedoch weiterhin erhalten. Das Empfangsgebäude weist drei Achsen auf und erhielt später im Zuge des Ausbaus der Strecke einen Anbau für ein Stellwerk. Es wird inzwischen als Wohnhaus genutzt.

### Dreihof
Der Bahnhof Dreihof lag auf Höhe des zu Essingen gehörenden Weilers Dreihof. Da er umfangreichen Güterverkehr aufwies, erhielt er ein Empfangsgebäude mit angebauter Güterabfertigung. Das Bauwerk selbst wurde im Zweiten Weltkrieg jedoch zerstört. Der Bahnhof diente in den ersten Jahrzehnten als gemeinsame Bahnstation von Bornheim, Essingen und Offenbach an der Queich. Nachdem letzteres an der 1898 eröffneten Bahnstrecke Landau–Herxheim einen eigenen Bahnhof erhalten hatte, verlor der Bahnhof Dreihof an Bedeutung. Zum 20. Mai 1967 wurde der Bahnhof in einen Haltepunkt umgewandelt.

### Dammheim
Der Bahnhof Dammheim befand sich südlich des Siedlungsgebietes von Dammheim. Der Bahnhof wurde erst um 1900 errichtet. Der Bahnsteig entstand dabei unweit eines zuvor schon existierenden Bahnwärterhauses. Während der Zeit der Bayerischen Staatseisenbahnen war er als Stationstyp 1 geführt, was bedeutete, dass er „Personen- event. auch Gepäck-Verkehr“ aufwies. 1970 – Dammheim war nur noch ein Haltepunkt – wurde das Personal abgezogen. Das Bahnhofsgebäude wird heute als Wohnhaus genutzt.

### Abzweigstelle Hartwiesen
Zwischen den Bahnhöfen Dammheim und Landau Hauptbahnhof wurde von der Abzweigstelle Dammheim eine Verbindungskurve zur Bahnstrecke Neustadt–Wissembourg angelegt, um in der Relation Neustadt (Weinstraße)–Germersheim den Landauer Hauptbahnhof umfahren zu können. Die Verbindungskurve ging mit dem Sommerfahrplan 1941, am 5. Mai 1941, in Betrieb.

### Landau (Pfalz) Hauptbahnhof

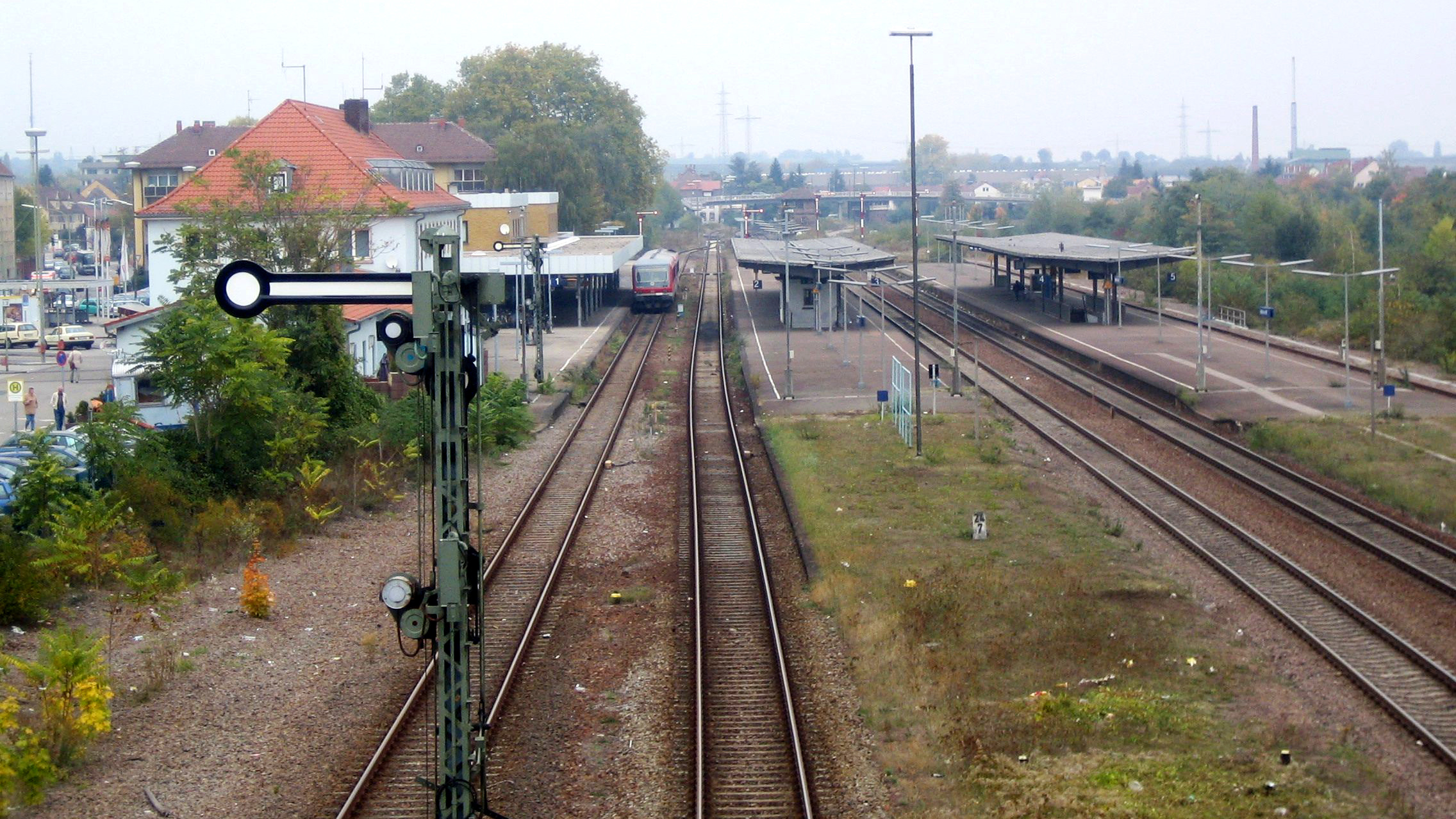
Landau (Pfalz) Hauptbahnhof im Jahr 2005

Der Landauer Hauptbahnhof ist von allen Bahnhöfen entlang der historischen Bahnstrecke derjenige mit der größten Bedeutung. Er entstand Mitte 1855 als vorläufiger Endpunkt der Maximiliansbahn. 1872 wurde er um die Strecke nach Germersheim ergänzt, die sich zusammen mit der einige Jahre errichteten Südpfalzbahn nach Zweibrücken zu einem Teil der Fernverkehrsmagistrale Bruchsal–Saarbrücken entwickelte. Dabei wurden seine Gleisanlagen erweitert und etwas nach Westen verlegt, ebenso erhielt er in diesem Zusammenhang ein neues Empfangsgebäude. Letzteres wurde am 24. Dezember 1877 freigegeben.
1898 kam die Stichstrecke nach Herxheim hinzu, von 1913 bis 1953 führte vom Bahnhofsvorplatz aus mit der Pfälzer Oberlandbahn eine Überlandstraßenbahn bis Neustadt, die mehrere Dörfer abseits der Maximiliansbahn anband. Da das zweite Bahnhofsgebäude im Zweiten Weltkrieg zerstört worden war, wurde das derzeitige Anfang der 1962 in Betrieb genommen. Der Güterverkehr in das Queichtal kam 1998 komplett zum Erliegen, auf der Maximiliansbahn wurde er in den letzten Jahrzehnten schrittweise reduziert. Auf diese Weise spielt der Bahnhof in Sachen Gütertransport nur noch eine untergeordnete Rolle, als Folge wurden die einst umfangreichen Gütergleise ab 1990 abgebaut.

## Zukunftspläne
Seit den späten 1990er Jahren gab es mehrfach Bestrebungen, die Strecke zu reaktivieren. Eine 1999 erstellte volkswirtschaftliche Untersuchung erbrachte als Ergebnis jedoch, dass eine Reaktivierung im Schienenpersonennahverkehr unwirtschaftlich sei.
Eine 2021 erneut durchgeführte Nutzen-Kosten-Untersuchung nach der Verfahrensvorlage 2016 der Standardisierten Bewertung erbrachte erneut als Ergebnis, dass eine Reaktivierung der Strecke im Personennahverkehr nicht wirtschaftlich sei. 
Am 9. Oktober 2023 wurde eine erneute Abschätzung des Nutzen-Kosten-Faktors vorgestellt, die nach der Verfahrensanleitung 2016+ der standardisierten Bewertung berechnet wurde. Dabei ergab eine Reaktivierung der Strecke und eine Verlängerung der Regionalbahnlinie 55 von Pirmasens über Landau nach Germersheim einen Nutzen-Kosten-Faktor von 1,86 und liegt damit deutlich über der Schwelle von 1, ab der Ausbauprojekte nach dem Gemeindeverkehrsfinanzierungsgesetz förderfähig sind.  Daher sollen die Planungen zur Reaktivierung der Strecke fortgeführt werden.
Das Land Rheinland-Pfalz hatte die Reaktivierung, den zweigleisigen Ausbau und die Elektrifizierung der Strecke gemeinsam mit dem zweigleisigen Ausbau der Bahnstrecke Rohrbach (Saar) – Zweibrücken – Pirmasens Nord – Landau und deren Elektrifizierung als „Ausbaukonzept West-Ost-Korridor“ für den Bundesverkehrswegeplan 2030 angemeldet. Die Projektanmeldung fand bei der Aufstellung des Bundesverkehrswegeplans allerdings keine Berücksichtigung.

## Rezeption
Loriot kommentierte den Fahrplan der Bahnstrecke Germersheim–Landau – gemeinsam mit dem Fahrplan der Bahnstrecke Landau–Rohrbach – in seinem Sketch Literaturkritik. Die Abfahrtszeiten der Bahnhöfe Germersheim, Westheim, Lustadt und Landau gab er jedoch sehr ungenau wieder und sprach anstatt von „Hochstadt“ von „Hampsted“.